# Odezia denigrata
Odezia denigrata är en fjärilsart som beskrevs av Louis Beethoven Prout 1934. Odezia denigrata ingår i släktet Odezia och familjen mätare. Inga underarter finns listade i Catalogue of Life.